# Фукс Георгій Борисович

Могила Георгія Фукса

Фукс Гео́ргій Бори́сович  (15 грудня 1927 , Київ  — 10 березня 2008 , Київ ) — український інженер-будівельник, фахівець у галузі проєктування мостів, кандидат технічних наук, професор, Заслужений будівельник України.

## Біографія
Народився 15 грудня 1927 року в місті Києві в родині викладача Інституту народної освіти Бориса Григоровича Фукса та його дружини лікаря Катерини Михайлівни Фукс. 
У 1949 році — закінчив Київський інженерно-будівельний інститут. З 1951 року працював у Київській філії Державного інституту з розвідування і проєктування автомобільних доріг «Укрдорпроект».
Багато років працював головним інженером проєкта в Київській філії ДПІ "Союздорпроект". За цей час проектував багато мостових переходів і, серед інших, Міст Метро, Московський міст та Південний міст у Києві,  Вантового мосту через Даугаву у Ризі, міст через Німан у Юрбаркасі.
У 1983 році захистив кандидатську дисертацію за темою «Розробка, дослідження та запровадження нових прогресивних конструкцій автодорожніх та міських мостів великих прогонів (на прикладах балкових комбінованих систем)». Викладав у Київському інженерно-будівельному інституті.
Помер 10 березня 2008 року, похований у Києві на Байковому кладовищі (ділянка № 33).

## Творчий доробок
Георгій Фукс — автор 40 публікацій, 16 авторських винаходів у галузі мостобудування, був головним інженером проєктів спорудження мостів, зокрема великого мосту через річку Німан у місті Гродно (Білорусь), Вантового мосту через річку Даугава в Ризі (Латвія), арково-консольного Мосту Метро, Північного мосту, Південного мосту через річку Дніпро в місті Києві. Георгій Фукс розробив гнучку (універсальну) технологію будівництва автодорожніх та міських мостів, створив проєкт Подільського мостового переходу через Дніпро. Його будівництво почалося ще в 1993 році і продовжується станом на 2022 рік.

## Відзнаки
У 1991 році йому присвоєно почесне звання «Заслужений будівельник України». За міст Метро і Північний мостовий перехід Георгій Борисович був удостоєний премій Ради Міністрів СРСР (1972, 1981), а за міст у Ризі і за впровадження сучасних конструкцій при спорудженні Південного переходу — Державних премій Союзу РСР (1983, 1989). Нагороджений відзнакою Будівельної палати України — медаллю «Золота кельма».
5 квітня 2016 року постійна комісія Київської міської ради з питань культури, туризму та інформаційної політики погодила проєкт рішення «Про перейменування вулиці, проспекту, площі та мосту у місті Києві», згідно з яким зокрема пропонується перейменувати Московський міст у Києві на міст імені Георгія Фукса. Втім, міст врешті-решт, за результатами громадських обговорень, було перейменовано на Північний.

## Зображення

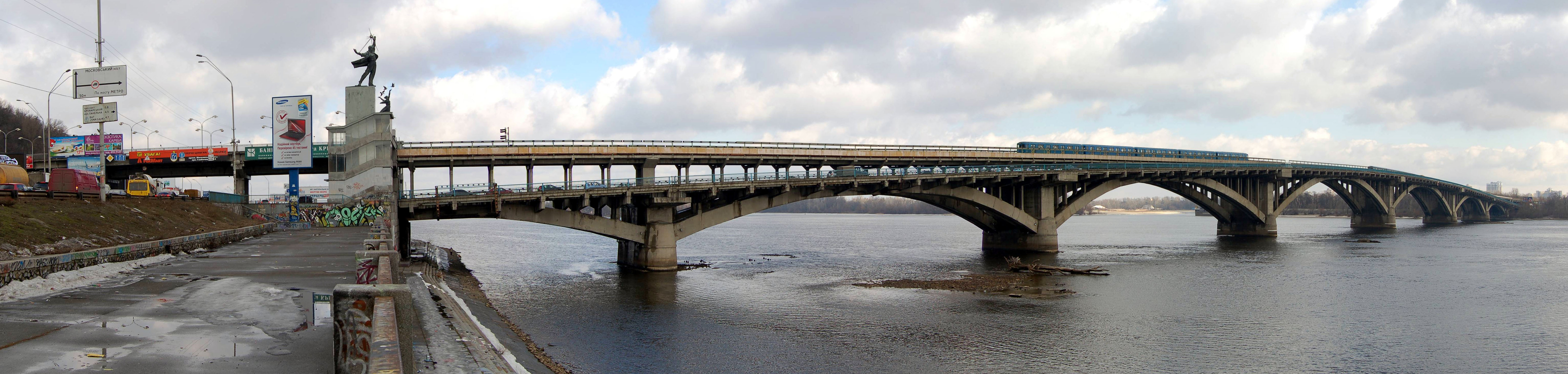
Міст Метро
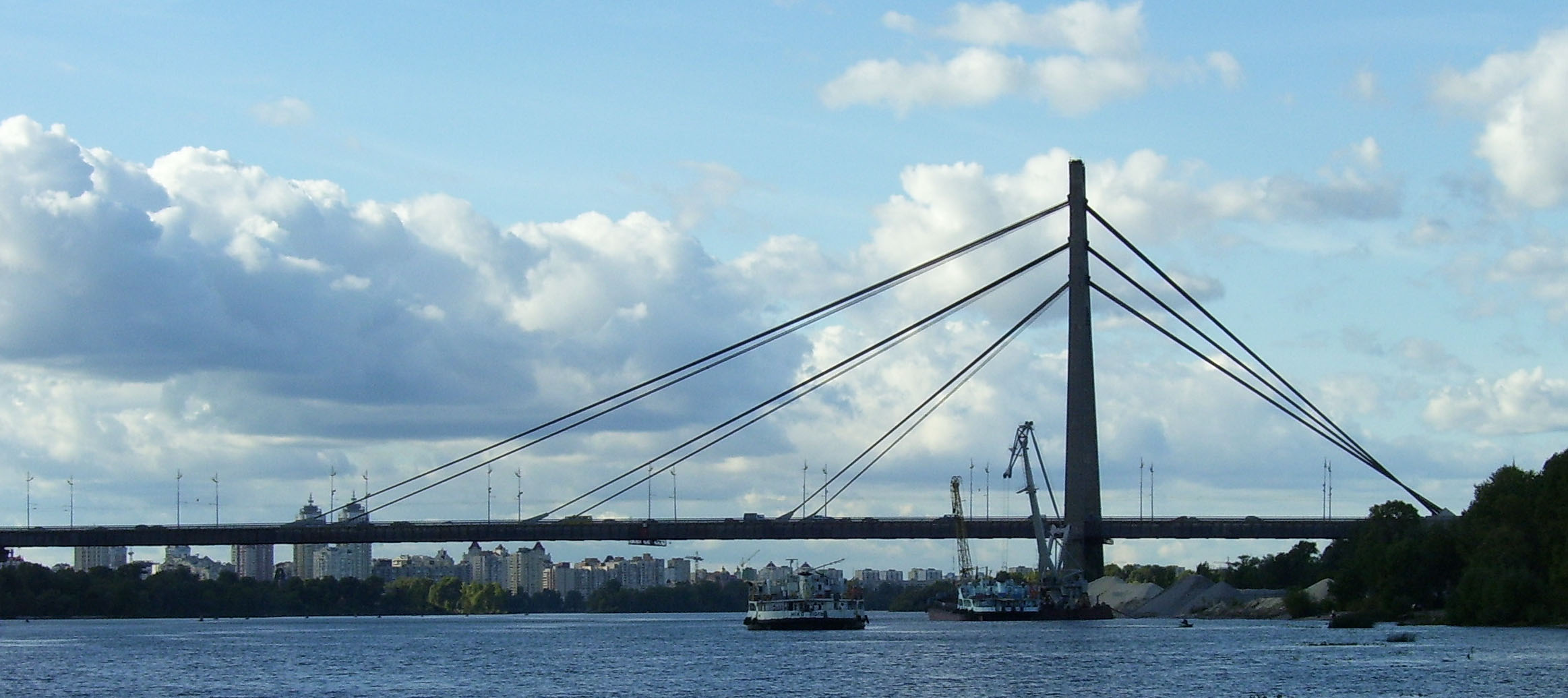
Північний міст через Дніпро в Києві
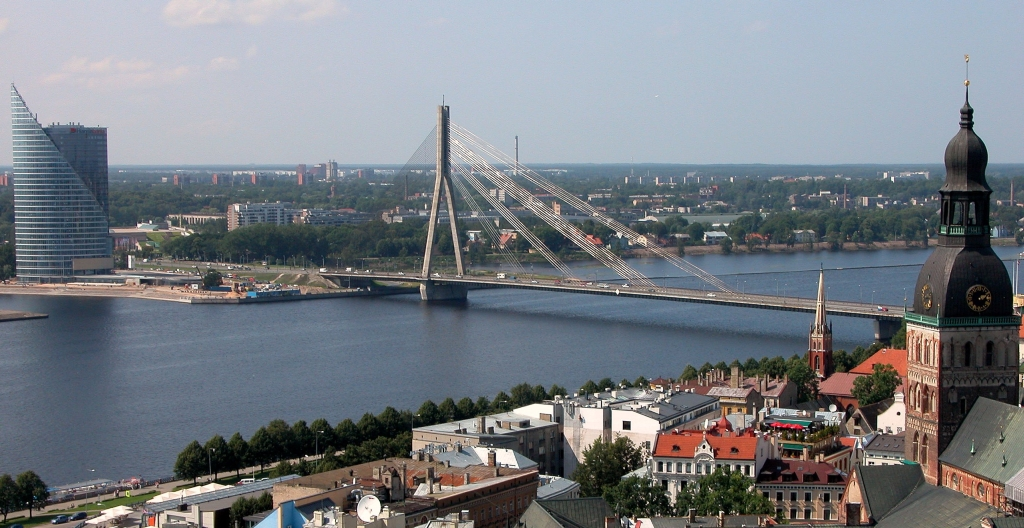
Вантовий міст через Даугаву в Ризі
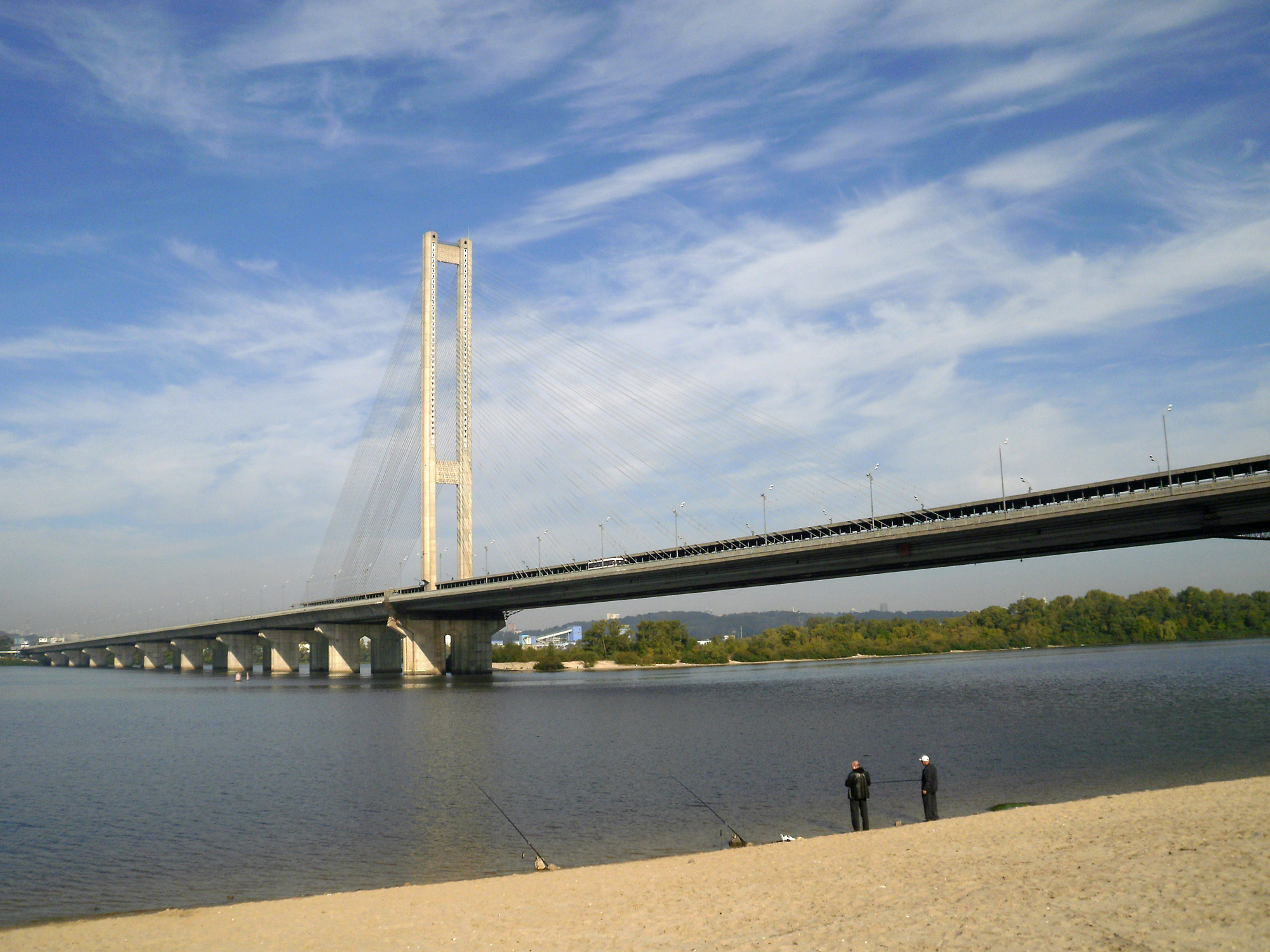
Південний міст через Дніпро в Києві
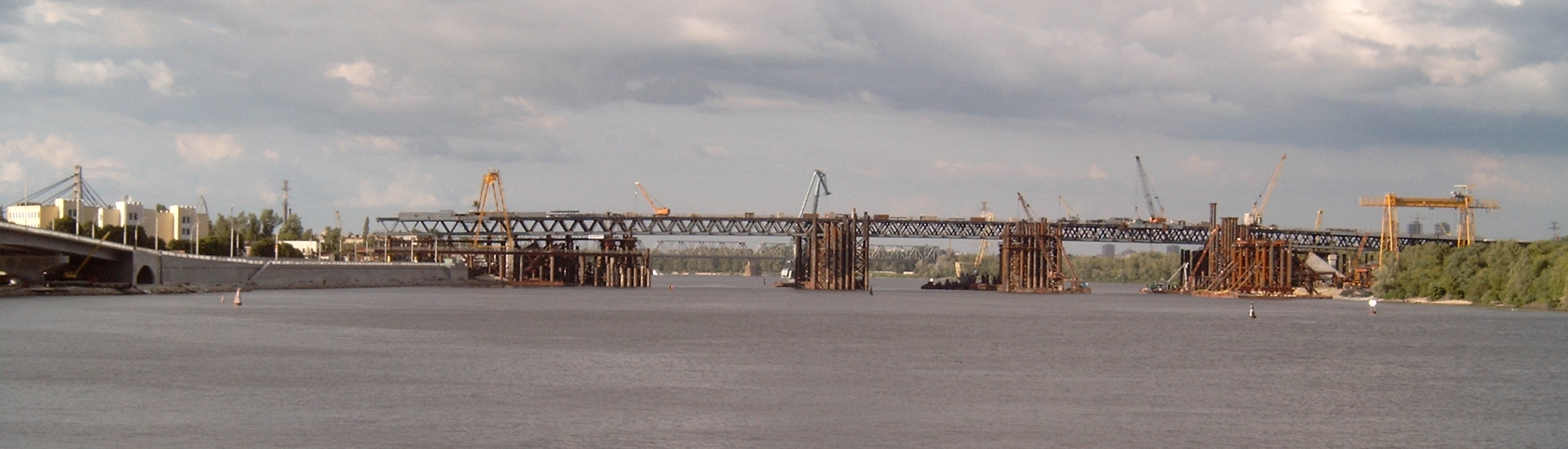
Подільський мостовий перехід через Дніпро в Києві (будівництво)

## Публікації
- «Все наши мосты серьезно повреждены коррозией» : [О состоянии киевских мостов: Интервью глав. инженера проектов «Киевсоюздорпроекта»] / Записал В. Коробков // Киевские ведомости. — 2006. — № 134. — 30 июня. — С. 6–7 : ил. (рос.)
- День народження моста : 15 років тому — 26 грудня 1990 р. — у Києві було відкрито Південний міст: [Історія спорудження моста — голов. інж. проекту Г. Б. Фукс, голов. архіт. — О. Є. Гаврилов] / Г. Фукс, В. Вишневський // Урядовий кур'єр. — 2005. — № 246. — 24 грудня. — С. 5 : іл.
- Уникальный мостовой переход через Днепр / Г. Б. Фукс, В. Н. Грищенко // Транспортное строительство. — 2005. — № 8. — С. 10–12 : цв.ил. — ISSN 0134-4300. (рос.)
- Южный мостовой переход в Киеве / Г. Б. Фукс // Строительство и архитектура. — 1985. — № 9. — С. 6–7 : рис., фото. (рос.)